# پاول دپاپه
پاول دپاپه (انگلیسی: Paul Depaepe؛ زادهٔ ۱۲ اکتبر ۱۹۳۱) دوچرخه‌سوار اهل بلژیک است.
وی در مسابقات کشوری و بین‌المللی در مجموع برندهٔ ۱ مدال طلا، ۳ مدال نقره شده‌است.